# Maria Grazia Marchelli
Maria Grazia Marchelli (ur. 1 czerwca 1932 w Genui, zm. 26 czerwca 2006 w Mediolanie) – włoska alpejka.

## Lata młodości
Narciarstwem zainteresowała się w Cortina d’Ampezzo, gdzie wraz z rodzicami przeprowadziła się, gdy miała 8 lat. Przyczyną przeprowadzki były bombardowania Genui podczas drugiej wojny światowej.

## Kariera

### Igrzyska olimpijskie
Dwukrotnie startowała na igrzyskach olimpijskich: w 1952 i 1956. W Oslo została zdyskwalifikowana w slalomie gigancie i zjeździe. W Cortina d’Ampezzo wystartowała tylko w slalomie gigancie, kończąc rywalizację na 28. pozycji z czasem 2:05,2 s.

### Mistrzostwa Włoch
W latach 1950–1951 zostawała mistrzynią Włoch w zjeździe oraz wicemistrzynią w slalomie. W 1950 i 1954 zostawała też wicemistrzynią kraju w slalomie gigancie, a w latach 1951, 1952 i 1955 zdobywała brązowy medal mistrzostw kraju w tej konkurencji.

## Losy po zakończeniu kariery
W 1960 zakończyła karierę, a następnie została dziennikarką. Redagowała i wydawała czasopisma „Sci”, „Sci fondo” i „Jogging”. Zmarła 26 czerwca 2006 w Mediolanie z powodu choroby.

## Życie prywatne
Jej siostra Carla również była alpejką i startowała na igrzyskach w 1956 i 1960.